# Aseraggodes umbratilis
Aseraggodes umbratilis is een  straalvinnige vissensoort uit de familie van eigenlijke tongen (Soleidae). De wetenschappelijke naam van de soort is voor het eerst geldig gepubliceerd in 1894 door Alcock.